# Kiço Fotiadhi
Kiço Fotiadhi (Dhërmi, 18 agosto 1940 – Tirana, 17 settembre 2014) è stato un giornalista albanese.

## Biografia
Nacque il 18 agosto 1940 nel villaggio di Dhërmi come quarto figlio di Piro Fotiadhi, insegnante e allievo di Jani Minga, e Theano Muço. Si trasferì con la famiglia a Dukat e poi ad Alessio, rimanendo orfano di padre all'età di nove anni; dopo la morte del padre visse in un orfanotrofio di Valona.
Nel 1958 si trasferì a Tirana, dove vinse il concorso per studiare presso il liceo artistico Jordan Misja, dal quale si diplomò con ottimi risultati per proseguire gli studi presso la Scuola superiore di recitazione Aleksandër Moisiu (poi confluita nell'Università delle Arti). Ancora studente, fu assunto dall'emittente radiofonica statale Radio Difuzioni, venendo coinvolto nelle prime trasmissioni televisive nazionali a partire dal 1960. Il 13 marzo 1963 fu il primo conduttore del telegiornale televisivo nazionale albanese e continuò a lavorare per diversi decenni presso l'azienda radiotelevisiva statale. Nel 1969 presentò l'ottava edizione del Festivali i Këngës.
Per il suo contributo alla storia della televisione e al giornalismo è stato insignito della medaglia d'oro dell'Ordine Naim Frashëri dal Presidente della Repubblica Bamir Topi nel 2012.
È morto il 17 settembre 2014 nella sua casa a Tirana dopo una lunga malattia. La camera ardente è stata allestita il 18 settembre successivo presso la sede di Radio Televizioni Shqiptar a Tirana.